# مرمانی
مرمانی (به لاتین: Mrémani) یک منطقهٔ مسکونی در اتحاد قمر است که در آنژوان واقع شده‌است.

## خصوصیات
مرمانی ۳٬۵۰۱ نفر جمعیت دارد.